# 鞏思憲
鞏思憲（1480年—1532年），字廷章，號迂斋，山东兖州府東平州人，明朝政治人物。

## 生平
幼年多病，四岁始愈。五六岁由父亲巩素授学，十二岁受業易于峗南赵子。茶陵陳貫之守東平，稱贊他为神童。正德五年（1510年）登庚午科山東乡试舉人，九年（1514年）中式甲戌科三甲第二百三十七名進士。十年（1515年）任洛阳县知县，敏于听訟，十六年（1521年）辛巳以贤能擢升户部主事。嘉靖改元，進階承德郎，封父如其官，封母宜人。七月奉命榷税浒墅钞关，嘉靖二年任满回部，三年升本部员外郎。典司数月，遘风湿软脚之疾，是歲力辞回籍。十一年六月卒，享年五十三岁。生有一男一女。

## 家族
原籍阿城，父巩素，母李氏。弟巩思容，正德二年丁卯舉人，官刑部主事